# متغير مستقل ومتغير تابع

رسم متحرك لتقريب كثير الحدود من درجات مختلفة

يمكن تصنيف المتغيرات المستخدمة في الاختبارات التجريبية أو النمذجة إلى ثلاثة أنواع: متغير تابع ومتغير مستقل أو نوع آخر. يمثّل المتغير التابع المخرجات أو التأثير؛ يتم اختبار المتغير التابع لمعرفة تأثره بالمستقل. يمثّل المتغير المستقل المدخلات أو المسببات؛ يتم اختبار المتغير المستقل إذا كان مسبّبًا لمعرفة تأثيره بالتابع. كما يمكن مراقبة المتغيرات الأخرى لأسباب متنوعة.

## الاستخدامات

### الرياضيات
في حساب التفاضل والتكامل، تعدّ الدالة (الاقتران الرياضي) إجراء محدد في المتغيرات. لنفرض أن «س» و «ص» متغيرين، فإنه يمكن استخدام المتغير «س» في الدالة «ق» بأكثر من تعبير. مثلًا تبين المعادلة ص = ق (س) العلاقة التي تربط بين س وص. إذا كان ثمة نوع من العلاقة تحدد من خلالها قيمة ص بدلالة س فإن ص تكون متغير تابع وس متغير مستقل.

### الإحصاء
في التجارب الإحصائية، يكون المتغير التابع عبارة عن حدث يتم دراسته ويتوقع تغيّره كلما تغير المتغير المستقل.

### النمذجة
في النمذجة الرياضية، يتم دراسة المتغير التابع لمعرفة إن كان سيتغير بتغيّر المتغير المستقل ومقدار هذا التغيّر. في نموذج الانحدار الخطي، {\displaystyle y_{i}=a+bx_{i}+e_{i}\ } يكون التعبير {\displaystyle y_{i}} هو قيمة th للمتغير التابع و {\displaystyle x_{i}} هو i th للمتغير المستقل. ويعرف التعبير {\displaystyle e_{i}} بالخطأ ويتضمن التغيّر في المتغير التابع غير الناتج عن تغير المتغير المستقل.

### المحاكاة
في المحاكاة، يتغيّر المتغير التابع بناءً على التغيرات التي تطرأ على المتغيرات المستقلة.

## مرادفات

### متغير مستقل
يعرف المتغير المستقل كذلك بـ «متغير المتنبئ»، «المتغير المحكوم»، «المتغير المعالَج»، «المتغير المٌفسِّر»، «متغير التعرّض» (راجع نظرية الموثوقية)، «معامل المخاطرة» (راجع إحصاء طبي)، «الخاصية» (طالع تعلم الآلة) وتمييز الأنماط)، «متغير الإدخال».
يفضّل بعض المؤلفين استخدام تعبير المتغير المُفسّر بدلًا من المتغير المستقل عند التعامل مع كميات وذلك لأن المتغيرات المستقلة قد لا تكون مستقلة من الناحية الإحصائية.
والمتغير المستقل هو متغير يؤثر في متغير آخر أو أكثر، ويسعى الباحث إلى دراسة هذا الأثر أو التحقق منه من خلال معالجته، ويستطيع الباحث أن يتحكم في قيم أو مستويات هذا المتغير ليرى أثرها على متغير آخر.

### متغير تابع
يعرف المتغير التابع أيضًا بـ «متغير الاستجابة»، «متغير التأثّر»، «المتغير المُقاس»، «المتغير المستجيب»، «المتغير المُفسَّر»، «المتغير الناتج»، «المتغير التجريبي»، «المتغير المُخرّج».
ويعرف المتغير التابع بأنه المتغير الذي يتبع المتغير المستقل، التأثير من المتغير المستقل يقع على المتغير التابع، من السهل جدًا قياس التأثيرات على المتغيرات التابعة، المتغيرات التابعة في مشكلة البحث أو البحث العلمي ككل هي ما تُظهر المتغير المستقل في الدراسة العلمية. العلاقة بين المتغيرات في الابحاث العلمية التجريبية أو التربوية هي ما تميز بين أنواع المتغيرات وأي منهم متغير تابع وأي منهم متغير مستقل صاحب التأثير والمقصود بالمعالجة.
إذا استخدم المؤلفون تعبير «المتغير المٌفسِّر» للتعبير عن المتغير المستقل، فإنه يستخدمون بالتالي التعبير «متغير الاستجابة» للتعبير عن المتغير التابع
والمتغير التابع هو متغير أو أكثر يسعى الباحث للكشف عن تأثير المتغير المستقل فيه. مثال: (في دراسة عن تأثير طرق التدريس الفعالة على التحصيل الدراسي للطلاب، تكون طريقة التدريس هي المتغير المستقل، والتحصيل الدراسي للطلاب هو المتغير التابع)

## متغيرات أخرى
قد يتم التفكير في المتغير على أنه إمكانية تغيير المتغيرات المستقلة والتابعة، لكن لا يتم التركيز فعليًا على التجربة. لذا يتم الحفاظ على ثبات بعض المتغيرات ومراقبتها للحد من تأثيرها على التجربة. وهذه المتغيرات تعرف بـ «المتغيرات المسيطر عليها» أو «المتغيرات الغريبة».
في أشباه التجارب quasi-experiments، تم التقليل من أهمية التمييز بين المتغيرات التابعة والمتغيرات الأخرى لصالح التمييز بين المتغيرات التي يمكن للباحث تغييرها وبين المتغييرات التي لا يمكنه تغييرها. يمكن التعبير عن المتغيرات في أشباه التجارب بـ «المتغيرات الغريبة» أو «المتغيرات التجريبية» أو «المتغيرات الموضعية» أو «المتغيرات المحايدة» أو «المتغيرات غير المعالَجة».

## أمثلة
- تأثير فيتامين ج على فترة الحياة

في دراسة عن مدى صحة أن تناول أقراص فيتامين ج يوميًا يطيل فترة حياة الإنسان. سيفرض الباحثون على مجموعة من الأشخاص تناول فيتامين ج خلال فترة زمنية معينة. سيتناول جزء من أفراد المجموعة الفيتامين يوميًا، بينما سيتناول أفراد المجموعة الثانية أقراصًا مموهة. لا يعرف أي من الأفراد إلى أي المجموعات ينتمي. سيفحص الباحثون فترة الحياة للأفراد في المجموعتين. هنا المتغير التابع هو «فترة الحياة» والمتغير المستقل هو متغير عددي نظام عد ثنائي لاستخدام أو عد استخدام فيتامين ج.
- تأثير استخدام الأسمدة على نمو النباتات

في دراسة لقياس مدى تأثير استخدام كميات مختلفة من الأسمدة على نمو النباتات، المتغير المستقل هو كمية السماد والمتغير التابع هو مقدار النمو في النبات. المتغيرات المسيطر عليها تكون نوع النبات ونوع السماد وكمية أشعة الشمس التي يحصل عليها النبات وحجم الأصيص، وغير ذلك.
- تأثير جرعة الدواء على شدة الأعراض

في دراسة عن تأثير جرعات مختلفة من الدواء على مدى شدة أعراض المرض، يمكن أن يقارن الباحث بين شدة الأعراض ومدى تكرارها عند تناول جرعات مختلفة من الدواء. هنا المتغير المستقل هو مقدار جرعة الدواء والمتغير التابع هو شدة الأعراض ومدى تكرارها.
- تأثير درجة الحرارة على الاصطباغ

في تجربة قياس مقدار اللون المزال من عينات من الشمندر الأحمر عند درجات حرارة مختلفة، تكون درجة الحرارة هي المتغير المستقل، بينما يكون المتغير التابع هو مقدار الصبغة المزالة من العينة.
- تأثير التعليم على الصحة

في علم الاجتماع، يتم قياس مدى تأثير المستوى التعليمي على مستوى الدخل أو الصحة، المتغير التابع هو مستوى الدخل أو الصحة، والمتغير المستقل هو المستوى التعليمي للأفراد.

### مثال على المتغير المستقل
سؤال: تعدّ «درجة حرارة الماء» مثالًا على المتغير المستقل، صح؟
جواب: نعم ولا، فقد تكون درجة حرارة الماء متغيرًا تابعًا أو متغيرًا مستقلًا. مثال على ذلك، تستخدم درجة حرارة الماء للتنبؤ بمعدلات انتشار الملاريا؛ هنا تكون درجة حرارة الماء متغيرًا مستقلًا. تستخدم ساعات النهار للتنبؤ بدرجة حرارة الماء؛ هنا تكون درجة حرارة الماء متغيرًا تابعًا.